# Super Fun Time
«Super Fun Time» (En España «Rato Super Divertido» y en Hispanoamérica «Súper Diversión») es el séptimo episodio de la temporada 12 de South Park. Su primera emisión en fue el 23 de abril de 2008, y la primera emisión Hispanoamérica fue el 25 de mayo de 2009.

## Trama
El Sr. Garrison va a un viaje educativo con la clase de 4º grado a «Pueblo Pionero», donde los trabajadores actúan como sus antepasados de 1864, sin dejar de representar a sus personajes en ningún momento. El Sr. Garrison pide a los estudiantes que se agrupen en parejas y vayan agarrados de las manos. Eric Cartman intenta agruparse con Stan, pero él se agrupa con Wendy (a quien se refiere como su novia). Intenta agruparse con Kenny, pero este escoge a Craig. Por último, intenta unirse con Kyle, pero él no se resiste y en su lugar escoge a Jimmy. Cartman es forzado a agruparse con Butters, con quien tendrá que estar de la mano hasta volver al autobús.
Cartman fuerza a Butters a salir del «Pueblo Pionero» y llegar a un centro localizado 2 cuadras más adelante, "Super Diversión". Mientras el resto de los chicos están aburridos en el pueblo, un grupo de ladrones liderados por un hombre llamado Franz (Trey Parker) han robado un Burger King y se escaparon a Pueblo Pionero, tomando a todos de rehenes. Jimmy y Kyle huyen con 2 funcionarios a una oficina en donde llaman a la Policía. Orlich (Matt Stone) rastrea una mina que está cerrada por una puerta con código y Franz se pone a interrogar a los trabajadores para encontrar el código, pero ninguno de ellos rompe sus personajes, ni siquiera para salvar sus propias vidas, primero empieza con la muerte del herrero del pueblo de parte de la asistente mayor (Mary Kay Bergman), luego amenazan a otro funcionario, pero solo menciona la mitad de las cifras (5-2) ya que Pablo Pionero (Matt Stone) lo asesina. Franz envía a Domino (Matt Stone) y a Vosky (Matt Stone) a supervisar que no haya algún otro funcionario (el Matón Murphy, Trey Parker) o alumno (Stan, Wendy, Jimmy y Kyle) que ande suelto por el lugar, así que los chicos escapan al edificio donde Franz metió su botín.
Mientras tanto, Cartman y Butters están en "Super Diversión", y Butters sigue sin soltar la mano de Cartman. Esto lleva a que Butters se encuentre pegado con Cartman mientras él jugaba en las máquinas de arcade, en los carritos chocones, jugaba Air Hockey, y montaba una moto operada con monedas. Cuando regresaron a Pueblo Pionero se encontraron a la policía y creían que era para buscarlos. Franz se fastidia de la mala actuación de los actores pueblerinos y anuncia que, si los funcionarios no dicen algo, exterminará a Kenny. Stan no permitirá que eso ocurra e intenta detener a Franz para que el código sea revelado y evitar que Wendy, Jimmy y Kyle sean tomados de prisioneros con él.
Cartman y Butters regresan al Pueblo, donde Vosky los atrapa. En un intento de capturarlos, el ladrón intenta poner las manos en la cabeza, pero Butters muy dedicado simplemente no soltará la mano de Cartman, incluso cuando intentaron disparar a sus manos para que las soltaran, situación que hizo que Butters usara a Cartman como un arma, golpeando al ladrón en el estómago y huyendo. Cartman y Butters en su intento de escapar, son golpeados por un misil. Franz envía a toda la tripulación a averiguar lo que Vosky ocasionó y a capturar a Cartman y Butters, Stan aprovecha de engañar al matón Murphy diciéndole que Franz asesino a su padre, Murphy se molesta y golpea a Franz. 
La confusión permite a la policía entrar al campamento, matando a los ladrones (excepto Thomas Vosky y otros dos) y capturando al líder. Finalmente suena una campana señalando el fin del día laboral y todos los trabajadores rompen los personajes, revelando a todos que una ruta de evacuación eficiente sería por atrás, cerca de los caballos y proponiendo que todos fueran (en el doblaje de México) a McDonalds a comer hamburguesas. Cuando Franz fue arrestado (quien es derrotado por Stan, su peor enemigo), él aprendió "una lección": que la gente en 1864 no tenía las comodidades que la gente de hoy en día tiene. El episodio finaliza cuando Butters con la ropa toda rasgada regresa a Cartman todo inconsciente al Bus diciendo: "Profe, mi compañero ya regresó al bus", soltando a Cartman y tirándose de lo exhausto que se encontraba.